# Município de Bloomfield (condado de Jackson, Ohio)
Localização do Ohio nos E.U.A.
O município de Bloomfield (em inglês: Bloomfield Township) é um município localizado no condado de Jackson no estado estadounidense de Ohio. No ano 2010 tinha uma população de 1139 habitantes e uma densidade populacional de 11,35 pessoas por km².

## Geografia
O município de Bloomfield encontra-se localizado nas coordenadas 38° 59′ 47″ N, 82° 30′ 36″ O. Segundo a Departamento do Censo dos Estados Unidos, o município tem uma superfície total de 100.39 km², da qual 100,3 km² correspondem a terra firme e (0,09 %) 0,09 km² é água.

## Demografia
Segundo o censo de 2010, tinha 1139 pessoas residindo no município de Bloomfield. A densidade de população era de 11,35 hab./km².